# Wolfgang Fürweger
Wolfgang Fürweger (* 31. März 1971 in Wels) ist ein österreichischer Journalist und Sachbuchautor.
Fürweger studierte in Salzburg Politikwissenschaft, Publizistik und Russisch. Nach dem Studium blieb er in Salzburg und arbeitete als Journalist. Zum Bücherschreiben begann er im Jahr 2004. Seither hat er eine Buchreihe über führende österreichische Unternehmen bzw. Unternehmerdynastien und heimische Politiker geschrieben. Seine Bücher wurden in mehrere Sprachen übersetzt und er trat in einigen TV-Dokumentationen als Experte auf. Mit seinem neuesten Buch „Verbrannte Kindheit“ widmete er sich erstmals einem historischen Thema. Das Buch wurde in der Kategorie Geistes-/Sozial-/Kulturwissenschaften in Österreich zum Wissenschaftsbuch des Jahres 2016 gekürt.
Journalistisch arbeitete Wolfgang Fürweger seit Februar 2007 bei der Tageszeitung Österreich als Salzburger Lokalredakteur, im Jahr 2010 wechselte er nach Wien als Leiter aller österreichischen Lokalredaktionen. Am 1. September 2016 gründete er mit János Aladár Fehérváry, Christina Happel, Tobias Kühn und Marcel Schachinger den österreichischen Privat-TV-Sender oe24.tv und war dort als Chefredakteur tätig.
Seit 3. Dezember 2018 ist er bei der Salzburger Kronen Zeitung als Polit-Redakteur angestellt.
Fürweger hat drei Töchter und ist außerdem Milizoffizier beim österreichischen Bundesheer.